# Annals of Otology, Rhinology, and Laryngology
Annals of Otology, Rhinology, and Laryngology is een internationaal, aan collegiale toetsing onderworpen wetenschappelijk tijdschrift op het gebied van de otorinolaryngologie. Het is het officiële tijdschrift van de American Broncho-Esophagological Association.
De naam wordt in literatuurverwijzingen meestal afgekort tot Ann. Otol. Rhinol. Laryngol.
Het wordt uitgegeven door de Annals Publishing Company en verschijnt maandelijks.
Het tijdschrift is opgericht in 1897, bij de splitsing van het in 1892 opgerichte Annals of Ophthalmology and Otology.